# کریستینا وی
کریستینا دانیل والنزوئلا (انگلیسی: Cristina Danielle Valenzuela؛ زادهٔ ۱۱ ژوئیهٔ ۱۹۸۷)، که با نام هنری کریستینا وی (انگلیسی: Cristina Vee) شناخته می‌شود، صداپیشه و کارگردان صدای اهل ایالات متحده آمریکا است. او صداگذار انیمه، انیمیشن، و بازی‌های ویدیویی نظیر گنشین ایمپکت است. او صداگذاری شخصیت‌هایی در انیمه‌هایی نظیر کی-اون!، شیدونیا نو کیشی، هفت گناه کبیره، ناکجاآباد موعود، هانتر × هانتر و گودزیلا: سیاره هیولاها را بر عهده داشته‌است. او در زمینهٔ صداگذاری بازی‌های ویدئویی نیز صداپیشهٔ شخصیت رایون در لیگ افسانه‌ها بوده‌است. وی همچنین صداپیشگی نقش‌های بازی ویدیویی را بر عهده داشته است. او صداپیشه مرینت دوپن چنگ/لیدی‌باگ در دوبله انگلیسی میراکلس: افسانه‌های لیدی باگ و کت نوآر است.